# Arquitectura bioclimàtica

Esquema de l'arquitectura bioclimàtica.

L'arquitectura bioclimàtica és una arquitectura adaptada al medi ambient en el disseny d'edificis, amb la finalitat d'optimitzar el consum de recursos naturals (sol, vegetació, vent, etc.) per tal d'estalviar un màxim energia i fer més saludables els edificis. Té per objectiu la consecució d'un gran nivell de confort tèrmic i visual mitjançant l'adequació del disseny, la geometria, l'orientació i la construcció de l'edifici a les condicions climàtiques del seu entorn. Comporta sovint un sobrecost constructiu, que s'hauria de compensar per l'estalvi d'energia a llarg termini.
Tot i que sembla un concepte nou, l'arquitectura bioclimàtica es basa en els sistemes constructius que tradicionalment ha emprat l'arquitectura popular. Els habitants de cada clima han trobat una forma d'habitatge ideal per enfrontar-se als rigors del temps (cabanes ventilades en climes càlids amb molta humitat, habitatges soterrats en climes àrids amb forts canvis de temperatura, o fins i tot les sofisticades finestres amb porticons exteriors del centre i nord d'Europa).
La temperatura còmoda per a un habitatge està al voltant dels 20 graus Celsius, però la temperatura que el clima ens ofereix és variada. Sovint fem ús d'aparells com la calefacció i l'aire condicionat per a adequar les temperatures al nostre gust. Antigament, qüestions com l'orientació d'un habitacle o el seu sistema d'aïllament adquirien més importància de la que avui té; les condicions adverses van permetre un gran avenç en aquest camp. Es pot aprofitar la captació d'energia solar d'un edifici per escalfar-lo, per ventilar-lo i refrigerar-lo. Per a escalfar, la radiació solar s'utilitza per a augmentar la temperatura a tot l'habitatge, per a refrigerar, la radiació solar s'utilitza per a augmentar la temperatura en una xemeneia que accelera els corrents de convecció. El funcionament d'aquest últim és semblant a l'utilitzat en les xemeneies solars a gran escala per a la producció elèctrica. La captació energètica solar en un edifici pot ser directa, indirecta o separada.

## Captació directa

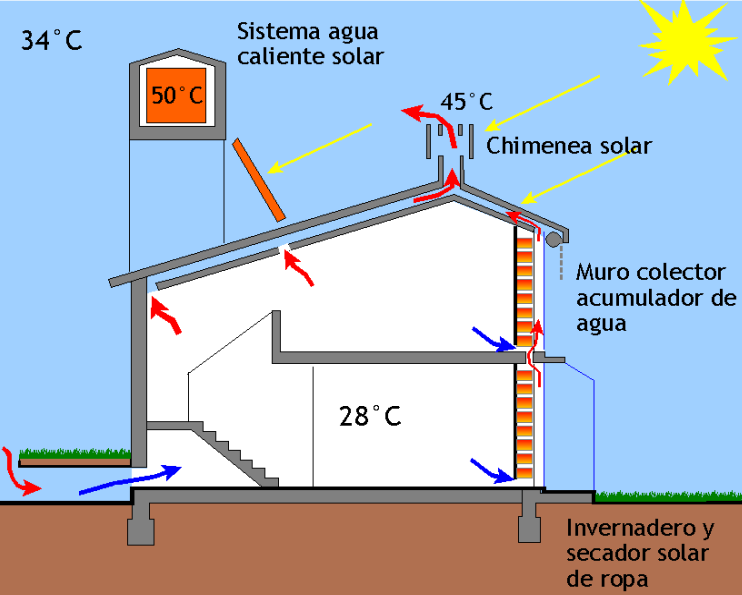
Esquema del funcionament de la refrigeració solar

Es denominen sistemes passius de captació directa els sistemes arquitectònics que representen un aprofitament immediat i fàcil, per exemple, els habitatges orientats capten l'energia solar del sol directament; però aquest no és l'únic requisit per a poder parlar d'habitatge solar. Els sistemes directes han d'incloure, a més, components per a controlar les pèrdues energètiques de les nits hivernals i les exagerades pujades de temperatura a l'estiu. Indubtablement, els sistemes passius directes de l'energia solar són pròxims als tradicionals.

## Captació indirecta
Es denominen sistemes passius de captació indirecta els sistemes arquitectònics en què, mitjançant un captador, es condueix l'escalfor cap a l'interior de l'habitacle integrat dins de la seva estructura. Dels sistemes passius de captació indirecta, en sobresurt l'anomenada paret Trombe, inventada per Michel Tromble: es tracta d'un vidre sobre d'un mur massís negre mat que fa d'acumulador i de difusor de l'escalfor a l'interior de la casa. Aquest simple dispositiu pot representar un important estalvi energètic. En el nostre clima, però, s'han de tenir en compte els problemes amb l'excés d'energia tèrmica que patim a l'estiu, que també es poden solucionar amb la implementació d'uns alerons o ombrel·les que mantinguin el mur a l'ombra. Un altre sistema consisteix a substituir una paret o el sostre per bidons de metall negre plens d'aigua o captadors negres, respectivament. En tots dos casos, els dipòsits d'aigua s'escalfarien durant el dia, i durant la nit, aïllats de l'exterior, deixarien anar l'energia tèrmica a l'interior de la casa.

## Captació separada
Es denominen sistemes passius de captació separada els sistemes arquitectònics que, mitjançant un captador, condueixen l'escalfor cap a l'interior de l'habitacle i que estan separats de l'habitatge, però no allunyats. En el cas en què n'estiguessin allunyats, no es podrien anomenar passius, ja que es necessitaria un transport forçat i estaríem parlant d'escalfadors solars d'aire. En aquest sistema, la radiació solar es recull en una cambra envidrada, que es pot fer servir d'hivernacle agrícola, separada de l'habitatge per una superfície captadora.

## Altres estratègies
- L'orientació de la construcció. Tenint en compte la climatologia local, es pot construir una casa orientada de manera que rebi la major quantitat de radiació solar anual, en evitar ombres a l'hivern i en protegir-la de l'excés de radiació a l'estiu. També es poden utilitzar tècniques basades en recobriments vegetals.
- Característiques de la construcció. La forma de l'edifici i el seu voltant determinen la quantitat de superfície exposada a la radiació solar, i poden ajustar-se a les necessitats. Les propietats dels materials de construcció serveixen per a regular l'absorció, reflexió o transmissió de l'energia captada.
- Ús de l'entorn. La utilització d'elements naturals com arbres i plantes pot ser útil per a crear zones de refrescament a l'estiu i un escut de protecció del vent a l'hivern.
- Ús de materials aïllants tèrmics per a reduir les pèrdues o els guanys no desitjades de calor.